# Gumrah (1963)
Gumrah ist der vierterfolgreichste Bollywoodfilm aus dem Jahr 1963. Gumrah dient auch als Vorlage für den Film Bewafaa – Untreu (2005) mit Kareena Kapoor in der Hauptrolle.

## Handlung
Die junge Meena lebt mit ihrem Vater am Fuße des Himalayas. Eines Tages kommt ihre Schwester Kamla mit ihren zwei Kindern zu Besuch. Nur ihr Ehemann Ashok konnte seine Arbeit nicht stehen lassen. Nun haben Kamla und ihr Vater die Idee Meena endlich zu verheiraten. Schließlich gesteht Meena ihrer Schwester ihre Liebe zu dem Maler und Musiker Rajendra. Kamla ist glücklich und will alles in die Wege leiten, als es zu einem großen Unglück kommt: Kamla stürzt von den Felsen und stirbt.
Damit Kamlas Kinder nicht ohne Mutter aufwachsen sollen, wird Meena von ihrem Vater gebeten diese Mutterrolle zu übernehmen und Ashoks Frau zu werden. Da Meena die Kinder über alles liebt, stimmt sie schweren Herzens zu.
Von nun an lebt sie mit ihrem Mann Ashok in Bombay und erfüllt alle Aufgaben einer Hausfrau – bis sie wieder auf Rajendra trifft und die Liebe zu ihm wieder auflodert. Sie beginnt heimlich eine Affäre. Doch plötzlich taucht eine Frau namens Leela auf, die behauptet Rajendras Ehefrau zu sein, und erpresst Meena. Damit die Affäre nicht auffliegt, gibt sie Leela Geld. Allerdings will sie immer mehr, sodass Meena Schwierigkeiten hat, das Geld aufzutreiben, und psychisch darunter leidet.
Zum Schluss stellt sich heraus, dass Leela Ashoks Sekretärin ist und von ihm beauftragt wurde. Meena bereut zutiefst ihr Vergehen und beendet eigenhändig die Affäre, um ihre Familie nicht auseinanderzubrechen.

## Musik
| Songtitel               | Sänger/in                    |
| ----------------------- | ---------------------------- |
| Aa Bhi Jaa              | Mahendra Kapoor              |
| Aaja Aaja Re            | Asha Bhosle, Mahendra Kapoor |
| Aap Aayen               | Mahendra Kapoor              |
| Chalo Ek Baar           | Mahendra Kapoor              |
| Ek Pardesi              | Asha Bhosle                  |
| Ek Thi Ladki            | Asha Bhosle                  |
| Tujhko Mera Pyar Pukare | Asha Bhosle, Mahendra Kapoor |

## Auszeichnungen
Filmfare Award 1964
- Filmfare Award/Beste Nebendarstellerin an Shashikala
- Filmfare Award/Bester Playbacksänger an Mahendra Kapoor für Chalo Ek Baar
- Filmfare Award/Bester Schnitt an Pran Mehra

Nominierungen
- Filmfare Award/Bester Film an Bimal Roy
- Filmfare Award/Beste Regie an Bimal Roy
- Filmfare Award/Bester Hauptdarsteller an Ashok Kumar
- Filmfare Award/Beste Story an Akhtar-ul-Iman
- Filmfare Award/Bester Liedtext an Sahir Ludhianvi für Chalo Ek Baar

## Kritik
"Trotz des Endes ist "Gumrah" immer noch einer der Filme aus den frühen 60ern, die den Schauspielerinnen eine breitere Plattform boten, als zuvor gewohnt, so wie etwa Bandini mit der wundervollen Nutan. An den reicht B.R. Chopras Drama nicht ganz heran, dazu wirkt es aller fortschrittlichen Ideen zum Trotz manchmal etwas kraftlos - doch es handelt sich allemal um Bollywoodkino auf hohem Niveau mit eindrücklichen Leistungen vor und hinter der Kamera." (von molodezhnaja.ch)